# Driver: L.A. Undercover
Driver: L.A. Undercover es un videojuego móvil desarrollado por Gameloft Montreal y publicado por Gameloft. El juego fue lanzado el 30 de junio de 2007. El juego no es parte de la serie principal canon.

## Historia
La historia comienza dos años después de Driver: Vegas. Tanner sorprendentemente parece más joven y durante los dos años fue piloto de carreras. 'Chuck', el jefe de policía, lo volvió a contratar no porque quiera recuperar a Tanner sino porque el cuartel general lo quiere de vuelta.
Va encubierto para derribar a la Mafia de Los Ángeles subiendo la escalera. Comienza probándose a Slick E., que luego lleva a Tanner a su jefe, Mme Babs, que luego lo lleva al jefe del crimen de la mafia de Los Ángeles, Don Lug.

## Jugabilidad

### Contenido
La mayoría de las misiones se basan en la conducción con algunas misiones a pie. El jugador puede conducir por la ciudad 3D, sintonizar, reparar y poner óxido nitroso en su automóvil, disparar mientras conduce, disparar a pie e intentar juegos de conducción y contenido adicional.
Las misiones consisten en escapar de la policía y los mafiosos, disparar a las calles, correr, entregar paquetes, etc.

### Personajes
- Tanner: un expiloto de carreras que ahora trabaja con la policía como policía encubierto que intenta infiltrarse en la mafia de Los Ángeles.
- Don Luger: implacable y cruel, las tácticas de Don Luger a menudo se basan en la fuerza bruta. Se ha elevado a la cima de la escalera criminal de Los Ángeles y se ha convertido en un destacado jefe de la mafia.
- Agente Chuck: jefe de entrenamiento de la policía de Tanner. Se le ha asignado la rehabilitación de Tanner y su supervisor.
- Mme Babs: Ella es la mente maestra que controla las actividades criminales de Hollywood. La matrona de uno de los burdeles más prominentes de Hollywood, a través de su patrocinio, tiene acceso a una cantidad invaluable de información.
- Slick E: un chulo de poco tiempo, sabe mucho más de lo que muestra. Es un hombre de referencia cuando se trata de obtener información sobre trabajos en Hollywood. Él es el contacto inicial de Tanner en el mundo del crimen de Los Ángeles.

## Recepción
Driver: L.A. Undercover recibió comentarios positivos, con una "calificación de Gameloft Player" que le dio 8.4/10.